# Kościół poewangelicki w Drożyskach Wielkich
Kościół poewangelicki w Drożyskach Wielkich – dawna świątynia protestancka znajdująca się we wsi Drożyska Wielkie, w gminie Zakrzewo, w powiecie złotowskim, w województwie wielkopolskim.
Budowla została wzniesiona w 1908 roku. W czasach swej świetności kościół pełnił funkcję filii parafii ewangelickiej w Czernicach. Po II wojnie światowej opuszczona przez ewangelików świątynia pełniła funkcje magazynowe i gospodarcze, w związku z tym uległa stopniowej dewastacji. Zostały wybite nowe okna, z kolei w elewacji południowej wielkie drzwi. Wieża zawaliła się. W latach 90. XX wieku budynek przejęła na własność gmina Złotów. W 2001 roku budowlę nabyła parafia rzymskokatolicka w Zakrzewie z planem wyremontowania i przywrócenia mu funkcji świątyni.
Budynek znajduje się w południowej części wsi, naprzeciwko dawnej szkoły. Teren kościelny jest mały, ogrodzony siatką. Fundamenty zostały wykonane z ociosanych bloków granitowych, natomiast ściany powstały z cegły palonej o wątku kowadełkowym. Więźba dachowa jest płatwiowo-kleszczowa. Dachy nakryte są karpiówką w koronkę, w części zachodniej w miejscu po wieży dachówką betonową. Budowla jest jednonawowa na planie prostokąta z kwadratowym, prosto zamkniętym prezbiterium i zakrystią dobudowaną do jego północnej ściany. Wejście główne jest umieszczone od strony zachodniej, na osi świątyni. W zachodniej części znajduje się duża empora chórowa podparta dwoma słupami. Wyposażenie zachowało się w stopniu szczątkowym. Pierwotny jest strop, chór, schody na chór i drzwi z zakrystii do prezbiterium, a także drewniane okno w prezbiterium.